# 源脩
源 脩（みなもと の おさむ）は、平安時代中期の貴族・雅楽家。仁明源氏、宮内卿・源覚の子。官位は従五位下・楽所預図書頭。

## 経歴
琵琶の名手であり、延長4年（926年）9月29日の花宴及び天徳4年（960年）3月30日の内裏歌合の御遊において琵琶を演奏したことが知られる。『琵琶血脈』によれば、貞保親王より琵琶の奥義を伝授された脩は、それを源博雅と源高明に相伝したといわれている。
天徳4年（960年）7月7日卒去。